# قصر بشير

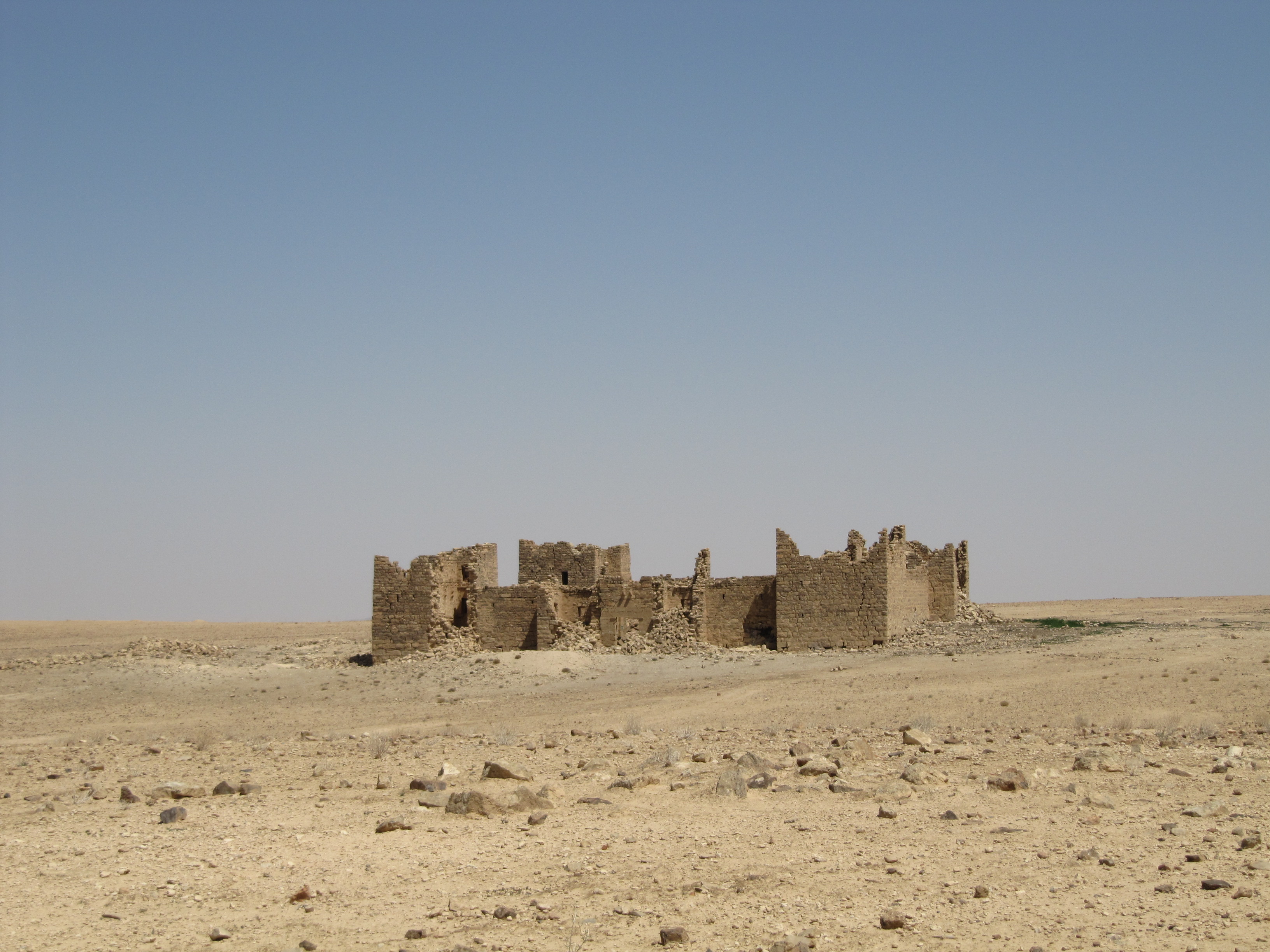

قصر بشير أو قصور بشير هو بقايا حصن صحراوي نبطي يقع في الجزء الشمال الشرقي من محافظة الكرك في الأردن ويشرف على وادي الموجب  وهو على مسافة 9 كيلومتر إلى الغرب من الطريق الصحراوي بإتجاه العقبة عند نقطة تلاقي محافظتي العاصمة عمان ومحافظة الكرك.
يوصف الحصن بأنه بحالة جيدة مقارنة بعمره والفترات الطويلة من عدم الاستخدام. وهو بناء ضخم طوله 56م×55م تقريباً، على كل زاوية من زواياه برج مؤلف من ثلاثة طوابق. أما الحصن فيرتفع ضمن طابقين ويضم غرف ضخمة، يعتقد انه بناء روماني.يحيط به آبار للمياه وبركة واسعة.
كان الحصن في الأساس جزءاً من سلسلة حصون نبطية في المنطقة ذاتها من مثل القصر العال وقصر أبو الخرق، وأعاد الرومان تأهيل الحصن النبطي وسموه بحصن Mobene واستخدموه في مراقبة الطرق التجارية ومحاربة القبائل البدوية في المنطقة. يعزى تهدم بعض أجزاءه إلى زلازل ضربت المنطقة. تقدم الأردن بطلب إلى اليونسكو لإدراجه ضمن لائحة التراث العالمي بسنة 2001 ولم يبت في ملف إدراجه إلى الآن.